# Callithomia
Genre
Callithomia est un genre de papillons appartenant à la famille des Nymphalidae, à la sous-famille des Danainae et à la tribu Ithomiini. Ils résident en Amérique Centrale et Amérique du Sud.

## Historique et  dénomination
Le genre  Callithomia a été nommé par Henry Walter Bates en 1862.

## Liste des espèces
- Callithomia alexirrhoe Bates, 1862
- Callithomia hezia (Hewitson, 1854)
- Callithomia lenea (Cramer, [1779])[1].